# Tahult
Tahult is een plaats in de gemeente Härryda in het landschap Västergötland en de provincie Västra Götalands län in Zweden. De plaats heeft 548 inwoners (2005) en een oppervlakte van 66 hectare. De plaats wordt omringd door zowel bos als landbouwgrond en de bebouwing in de plaats bestaat voornamelijk uit vrijstaande huizen. De wat grotere plaats Landvetter (ongeveer 6700 inw.) ligt ongeveer drie kilometer ten oosten van Tahult.